# Jakob Grob
Jakob Grob, švicarski veslač, 28. marec 1939, Obstalden.
Grob je za Švico nastopil v četvercu s krmarjem na Poletnih olimpijskih igrah 1968 v Mexico Cityju. Švicarski čoln je tam osvojil bronasto medaljo.